# Ten Thousand Nights
10.000 Nights is een single uit 2008 van de Deense popgroep Alphabeat. Het is het derde nummer van het debuutalbum This Is Alphabeat.

## Hitnoteringen
| "10.000 Nights" in de Nederlandse Top 40 -- binnen: 30-08-2008 | "10.000 Nights" in de Nederlandse Top 40 -- binnen: 30-08-2008 | "10.000 Nights" in de Nederlandse Top 40 -- binnen: 30-08-2008 | "10.000 Nights" in de Nederlandse Top 40 -- binnen: 30-08-2008 | "10.000 Nights" in de Nederlandse Top 40 -- binnen: 30-08-2008 | "10.000 Nights" in de Nederlandse Top 40 -- binnen: 30-08-2008 | "10.000 Nights" in de Nederlandse Top 40 -- binnen: 30-08-2008 | "10.000 Nights" in de Nederlandse Top 40 -- binnen: 30-08-2008 | "10.000 Nights" in de Nederlandse Top 40 -- binnen: 30-08-2008 | "10.000 Nights" in de Nederlandse Top 40 -- binnen: 30-08-2008 | "10.000 Nights" in de Nederlandse Top 40 -- binnen: 30-08-2008 | "10.000 Nights" in de Nederlandse Top 40 -- binnen: 30-08-2008 | "10.000 Nights" in de Nederlandse Top 40 -- binnen: 30-08-2008 | "10.000 Nights" in de Nederlandse Top 40 -- binnen: 30-08-2008 |
| Week                                                           | 1                                                              | 2                                                              | 3                                                              | 4                                                              | 5                                                              | 6                                                              | 7                                                              | 8                                                              | 9                                                              | 10                                                             | 11                                                             | 12                                                             |                                                                |
| -------------------------------------------------------------- | -------------------------------------------------------------- | -------------------------------------------------------------- | -------------------------------------------------------------- | -------------------------------------------------------------- | -------------------------------------------------------------- | -------------------------------------------------------------- | -------------------------------------------------------------- | -------------------------------------------------------------- | -------------------------------------------------------------- | -------------------------------------------------------------- | -------------------------------------------------------------- | -------------------------------------------------------------- | -------------------------------------------------------------- |
| Nummer                                                         | 38                                                             | 31                                                             | 30                                                             | 24                                                             | 24                                                             | 24                                                             | 24                                                             | 26                                                             | 28                                                             | 28                                                             | 35                                                             | 36                                                             | uit                                                            |

| "10.000 Nights" in de Nederlandse Single Top 100 -- binnen: 06-09-2008 | "10.000 Nights" in de Nederlandse Single Top 100 -- binnen: 06-09-2008 | "10.000 Nights" in de Nederlandse Single Top 100 -- binnen: 06-09-2008 | "10.000 Nights" in de Nederlandse Single Top 100 -- binnen: 06-09-2008 | "10.000 Nights" in de Nederlandse Single Top 100 -- binnen: 06-09-2008 | "10.000 Nights" in de Nederlandse Single Top 100 -- binnen: 06-09-2008 | "10.000 Nights" in de Nederlandse Single Top 100 -- binnen: 06-09-2008 | "10.000 Nights" in de Nederlandse Single Top 100 -- binnen: 06-09-2008 | "10.000 Nights" in de Nederlandse Single Top 100 -- binnen: 06-09-2008 | "10.000 Nights" in de Nederlandse Single Top 100 -- binnen: 06-09-2008 | "10.000 Nights" in de Nederlandse Single Top 100 -- binnen: 06-09-2008 |
| Week                                                                   | 1                                                                      | 2                                                                      | 3                                                                      | 4                                                                      | 5                                                                      | 6                                                                      | 7                                                                      | 8                                                                      | 9                                                                      |                                                                        |
| ---------------------------------------------------------------------- | ---------------------------------------------------------------------- | ---------------------------------------------------------------------- | ---------------------------------------------------------------------- | ---------------------------------------------------------------------- | ---------------------------------------------------------------------- | ---------------------------------------------------------------------- | ---------------------------------------------------------------------- | ---------------------------------------------------------------------- | ---------------------------------------------------------------------- | ---------------------------------------------------------------------- |
| Nummer                                                                 | 99                                                                     | 61                                                                     | 74                                                                     | 76                                                                     | 84                                                                     | 87                                                                     | 92                                                                     | 85                                                                     | 97                                                                     | uit                                                                    |